# デフレ脱却国民会議
デフレ脱却国民会議（デフレだっきゃくこくみんかいぎ）は、2010年に発足したデフレ脱却の提言を行うために日本の民間人によって結成された任意団体。

## 活動
Real-Japan.orgというウェブサイトで、政策提言をおこなっている。デフレ脱却国民会議設立趣意書と発足時のメンバーは、勝間和代の公式ブログ上で公開されている。
- 2010年8月31日　デフレ脱却国民会議シンポジウム（衆議院第二議員会館）[要出典]
- 2011年1月14日　第2回デフレ脱却国民会議（衆議院第一議員会館）[3]
- 2011年04月27日　デフレ脱却国民会議緊急アピール記者会見（衆議院第2議員会館）[4]

## 呼びかけ人
- 上念司 - 事務局長[3][5]
- 勝間和代[3][6]
- 田原総一朗[3][3]
- 浜田宏一[3]
- 岩田規久男[3]
- 田中秀臣[3][7]
- 若田部昌澄[3]
- 浅田統一郎[3]（中央大学教授）
- 高橋洋一[3]
- 野口旭[3]
- 森永卓郎[3]
- 原田泰[3]
- 斉藤淳[3]
- 松尾匡[3]
- 安達誠司[3]
- 松岡幹裕[3]（エコノミスト）
- 嶋中雄二[3]
- 山形浩生[3]
- 宮崎哲弥[3]
- 中村宗悦[3]（大東文化大学教授）
- 片岡剛士[3]
- 矢野浩一[3]
- 飯田泰之[3]
- 稲葉振一郎[3]
- 山崎元[3]

## デフレ脱却議員連盟
2011年2月23日に「日銀法改正とインフレターゲット政策」の実現を目指し、超党派の議員立法で緊急緩和によるデフレ脱却を目的とした議員連盟が発足している。
参加議員
- 松原仁 - 会長[8]
- 金子洋一 - 事務局長[8]
- 宮崎岳志[9] - 事務局長
- 池田元久[3][8] -顧問
- 小沢鋭仁[3][8] -顧問
- 石田勝之[8]
- 中川秀直[3][8]
- 山本幸三[3][8]
- 高木陽介[8]
- 渡辺喜美[8]
- 浅尾慶一郎[3][8]
- 遠山清彦[9]
- 亀井亜紀子[9]
- 阿部知子（オブザーバー参加）[9]。

2010年3月に民主党の「デフレから脱却し景気回復を目指す議員連盟」が発足しており、そのメンバーも参加している。